# Sepulcro de Bárbara de Braganza

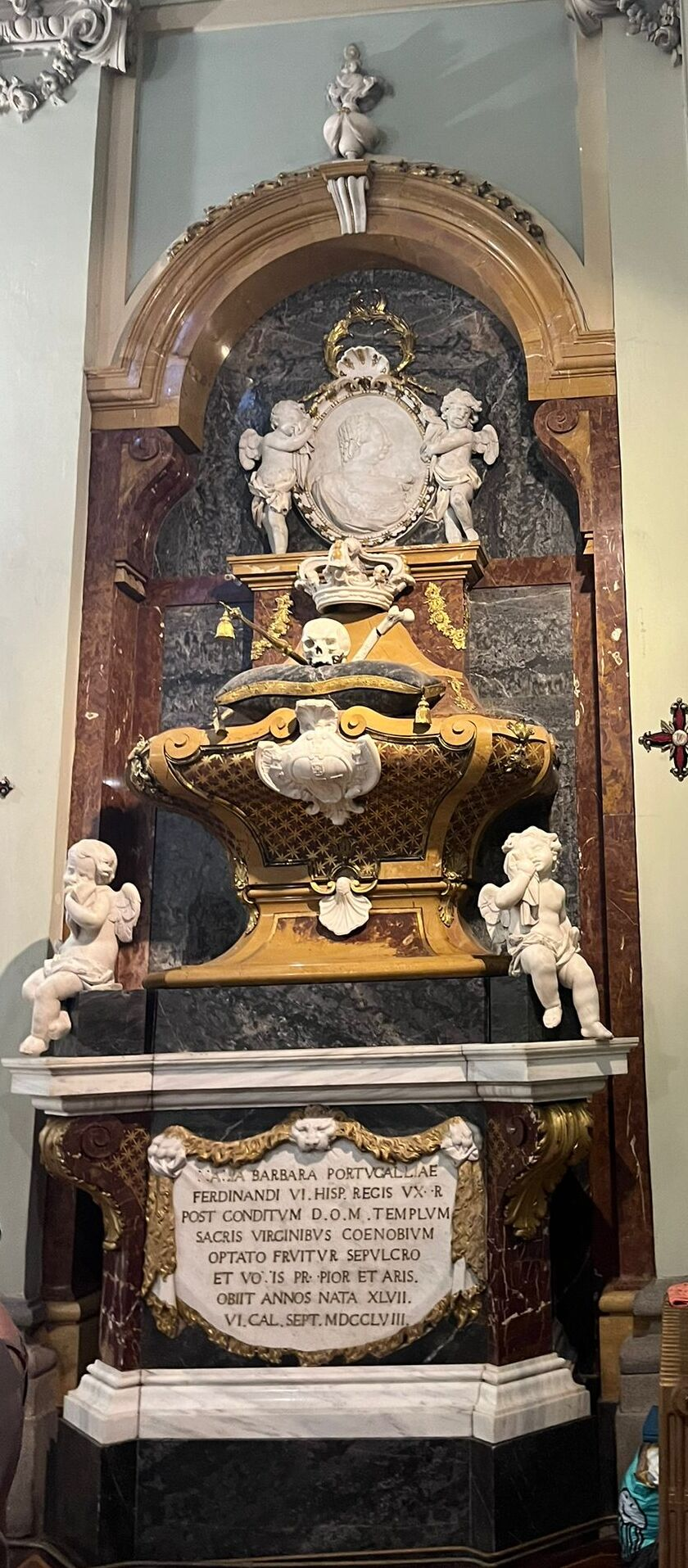
Vista general del sepulcro.

El sepulcro de Bárbara de Braganza es un enterramiento y conjunto escultórico que alberga los restos de esta princesa, reina consorte de España en la iglesia del edificio que albergaba el convento de las Salesas Reales.

## Historia
Bárbara de Braganza, reina consorte de España como esposa Fernando VI de España, había fundado el Real Convento de la Visitación (vulgo de la Salesas Reales) en 1748. 
La reina había previsto su fundación como lugar de retiro en caso de quedarse viuda. Finalmente la reina moriría antes que su marido, en Aranjuez en agosto de 1758, siendo depositado su cuerpo en las bóvedas o sótanos de la iglesia del referido convento.
Un año después moriría su marido, siendo depositado su cuerpo también en las Salesas Reales. 
Carlos III, sucesor de Fernando VI, mandó construir un sepulcro para Bárbara de Braganza en la pared sur del coro bajo de las religiosas, situado en el lado de la Epístola del presbiterio de la iglesia. Se encargó de diseñar y construir este monumento sepulcral para Bárbara de Braganza el escultor Juan de Guerra.
Por su parte Carlos III mandó construir otro sepulcro según diseño de Francisco Sabatini para albergar los restos de Fernando VI a espaldas del de Bárbara de Braganza.
El cadáver de Bárbara de Braganza sería trasladado al recién construido sepulcro tras su compleción el 19 de abril de 1765. En ese mismo día se trasladó también el cadáver de su marido a su sepulcro. Luis Fernández de Córdoba, arzobispo de Toledo y Buenaventura de Córdoba Espínola de la Cerda, patriarca de las Indias, presidieron este acto de traslación.

## Descripción
El sepulcro es de estilo barroco italianizante. Sobre un pedestal se alza una urna o túmulo sobre el que se dispone un almohadón con una calavera. Tras el almohadón se vislumbra una estructura rematada por un medallón ovalado con el retrato de la reina.

En el pedestal se dispone la siguiente inscripción latina, compuesta por Juan de Iriarte:
Maria Barbara Portugalliae, Ferdinandi VI Hisp. Regis Uxor Post Conditium D. O. M. Templum, Sacris Virginibus Caenobium Optato Fruitur Sepulcro Et Votis Propinor Et Artis Obiit Annos Nata XLVII VI Cal. Sept. MDCCLVIII

### Individuales
1. ↑  «Fernando VI y Bárbara de Braganza». Revive MADRID. Consultado el 30 de enero de 2023.
2. ↑  Jara, Javier. «CEMENTERIOS DE MADRID: SEPULTURA DE LA REINA BÁRBARA DE BRAGANZA». CEMENTERIOS DE MADRID. Consultado el 30 de enero de 2023.
3. ↑  Polentinos, 1916, p. 280.
4. ↑  Polentinos, 1916, p. 282.